# أوتو كيلمبرر
أوتو نوسان كليمبرر (بالألمانية: Otto Nossan Klemperer) ـ (14 مايو 1885 - 6 يوليو 1973)، مؤلف موسيقي وقائد أوركسترا يهودي ألماني، وُصف بأنه «آخر قادة الأوركسترات القلائل العظماء بحق في جيله».

## روابط خارجية
- أوتو كيلمبرر على موقع IMDb (الإنجليزية)
- أوتو كيلمبرر على موقع الموسوعة البريطانية (الإنجليزية)
- أوتو كيلمبرر على موقع مونزينجر (الألمانية)
- أوتو كيلمبرر على موقع ميوزك برينز (الإنجليزية)
- أوتو كيلمبرر على موقع أول موفي (الإنجليزية)
- أوتو كيلمبرر على موقع إن إن دي بي (الإنجليزية)
- أوتو كيلمبرر على موقع أول ميوزيك (الإنجليزية)
- أوتو كيلمبرر على موقع ديسكوغز (الإنجليزية)
- أوتو كيلمبرر على موقع كينوبويسك (الروسية)